# (31,6,1)-Blockplan
Der (31,6,1)-Blockplan ist ein spezieller symmetrischer Blockplan. Um ihn konstruieren zu können, musste dieses kombinatorische Problem gelöst werden: eine leere 31 × 31 - Matrix wurde so mit Einsen gefüllt, dass jede Zeile der Matrix genau 6 Einsen enthält und je zwei beliebige Zeilen genau 1 Eins in der gleichen Spalte besitzen (nicht mehr und nicht weniger). Das klingt relativ einfach, ist aber nicht trivial zu lösen. Es gibt nur gewisse Kombinationen von Parametern (wie hier v = 31, k = 6, λ = 1), für die eine solche Konstruktion überhaupt machbar ist. In dieser Übersicht sind die kleinsten solcher (v,k,λ) aufgeführt.

## Bezeichnung
Dieser symmetrische 2-(31,6,1)-Blockplan wird Projektive Ebene oder Desarguessche Ebene der Ordnung 5 genannt.

## Eigenschaften
Dieser symmetrische Blockplan hat die Parameter v = 31, k = 6, λ = 1 und damit folgende Eigenschaften:
- Er besteht aus 31 Blöcken und 31 Punkten.
- Jeder Block enthält genau 6 Punkte.
- Je 2 Blöcke schneiden sich in genau 1 Punkt.
- Jeder Punkt liegt auf genau 6 Blöcken.
- Je 2 Punkte sind durch genau 1 Block verbunden.

## Existenz und Charakterisierung
Es existiert (bis auf Isomorphie) genau ein 2-(31,6,1) - Blockplan. Er ist selbstdual und hat die Signatur 31·60. Er enthält 3100 Ovale der Ordnung 6.

## Liste der Blöcke
Hier sind alle Blöcke dieses Blockplans aufgelistet; zum Verständnis dieser Liste siehe diese Veranschaulichung
```
  1   2   3   4   5   6
  1   7   8   9  10  11
  1  12  13  14  15  16
  1  17  18  19  20  21
  1  22  23  24  25  26
  1  27  28  29  30  31
  2   7  12  17  22  27
  2   8  13  18  23  28
  2   9  14  19  24  29
  2  10  15  20  25  30
  2  11  16  21  26  31
  3   7  15  21  23  29
  3   8  12  20  24  31
  3   9  13  17  26  30
  3  10  16  19  22  28
  3  11  14  18  25  27
  4   7  16  18  24  30
  4   8  15  19  26  27
  4   9  12  21  25  28
  4  10  14  17  23  31
  4  11  13  20  22  29
  5   7  13  19  25  31
  5   8  14  21  22  30
  5   9  16  20  23  27
  5  10  12  18  26  29
  5  11  15  17  24  28
  6   7  14  20  26  28
  6   8  16  17  25  29
  6   9  15  18  22  31
  6  10  13  21  24  27
  6  11  12  19  23  30
```

## Inzidenzmatrix
Dies ist eine Darstellung der Inzidenzmatrix dieses Blockplans; zum Verständnis dieser Matrix siehe diese Veranschaulichung
```
O O O O O O . . . . . . . . . . . . . . . . . . . . . . . . .
O . . . . . O O O O O . . . . . . . . . . . . . . . . . . . .
O . . . . . . . . . . O O O O O . . . . . . . . . . . . . . .
O . . . . . . . . . . . . . . . O O O O O . . . . . . . . . .
O . . . . . . . . . . . . . . . . . . . . O O O O O . . . . .
O . . . . . . . . . . . . . . . . . . . . . . . . . O O O O O
. O . . . . O . . . . O . . . . O . . . . O . . . . O . . . .
. O . . . . . O . . . . O . . . . O . . . . O . . . . O . . .
. O . . . . . . O . . . . O . . . . O . . . . O . . . . O . .
. O . . . . . . . O . . . . O . . . . O . . . . O . . . . O .
. O . . . . . . . . O . . . . O . . . . O . . . . O . . . . O
. . O . . . O . . . . . . . O . . . . . O . O . . . . . O . .
. . O . . . . O . . . O . . . . . . . O . . . O . . . . . . O
. . O . . . . . O . . . O . . . O . . . . . . . . O . . . O .
. . O . . . . . . O . . . . . O . . O . . O . . . . . O . . .
. . O . . . . . . . O . . O . . . O . . . . . . O . O . . . .
. . . O . . O . . . . . . . . O . O . . . . . O . . . . . O .
. . . O . . . O . . . . . . O . . . O . . . . . . O O . . . .
. . . O . . . . O . . O . . . . . . . . O . . . O . . O . . .
. . . O . . . . . O . . . O . . O . . . . . O . . . . . . . O
. . . O . . . . . . O . O . . . . . . O . O . . . . . . O . .
. . . . O . O . . . . . O . . . . . O . . . . . O . . . . . O
. . . . O . . O . . . . . O . . . . . . O O . . . . . . . O .
. . . . O . . . O . . . . . . O . . . O . . O . . . O . . . .
. . . . O . . . . O . O . . . . . O . . . . . . . O . . O . .
. . . . O . . . . . O . . . O . O . . . . . . O . . . O . . .
. . . . . O O . . . . . . O . . . . . O . . . . . O . O . . .
. . . . . O . O . . . . . . . O O . . . . . . . O . . . O . .
. . . . . O . . O . . . . . O . . O . . . O . . . . . . . . O
. . . . . O . . . O . . O . . . . . . . O . . O . . O . . . .
. . . . . O . . . . O O . . . . . . O . . . O . . . . . . O .
```

## Zyklische Darstellung
Es existiert eine zyklische Darstellung (Singer-Zyklus) dieses Blockplans, sie ist isomorph zur obigen Liste der Blöcke. Ausgehend von dem dargestellten Block erhält man die restlichen Blöcke des Blockplans durch zyklische Permutation der in ihm enthaltenen Punkte.
```
  1   2   4   9  13  19
```

## Orthogonale Lateinische Quadrate (MOLS)
Diese Projektive Ebene der Ordnung 5 ist äquivalent mit diesen 4 MOLS der Ordnung 5: 
{\displaystyle {\begin{bmatrix}1&2&3&4&5\\2&3&5&1&4\\3&5&4&2&1\\4&1&2&5&3\\5&4&1&3&2\end{bmatrix}}\quad {\begin{bmatrix}1&3&4&5&2\\2&5&1&4&3\\3&4&2&1&5\\4&2&5&3&1\\5&1&3&2&4\end{bmatrix}}\quad {\begin{bmatrix}1&4&5&2&3\\2&1&4&3&5\\3&2&1&5&4\\4&5&3&1&2\\5&3&2&4&1\end{bmatrix}}\quad {\begin{bmatrix}1&5&2&3&4\\2&4&3&5&1\\3&1&5&4&2\\4&3&1&2&5\\5&2&4&1&3\end{bmatrix}}}

## Oval
Ein Oval des Blockplans ist eine Menge seiner Punkte, von welcher keine drei auf einem Block liegen. Hier ist ein Beispiel eines Ovals maximaler Ordnung dieses Blockplans:
```
  1   2   7  13  20  24
```